# Кастело (Павија)
Кастело (итал. Castello) је насеље у Италији у округу Павија, региону Ломбардија.
Према процени из 2011. у насељу је живело 102 становника. Насеље се налази на надморској висини од 273 м.